# استفانی مورتون
استفانی مورتون،  (زادهٔ ۲۸ نوامبر ۱۹۹۰) دوچرخه‌سوار بازنشسته استرالیایی است که در بازی‌های المپیک تابستانی ۲۰۱۶ شرکت کرد. او عناوین ملی و بین‌المللی دوچرخه‌سواری مختلفی را کسب کرده است و دوچرخه‌سوار در بازی‌های پارالمپیک تابستانی ۲۰۱۲ لندن بود و توانست در آن مسابقات مدال طلا را کسب کند.

## زندگی شخصی
استفانی مورتون در ۲۸ نوامبر ۱۹۹۰ در آدلاید در کشور استرالیا به دنیا آمد. تا تاریخ ۲۰۱۳, او با برنامه آموزشی "Bee Safe on Bikes" که به دانش‌آموزان ابتدایی آموزش می‌داد، همکاری می‌کرد.

## دوچرخه‌سواری
مورتون عضو باشگاه دوچرخه‌سواری سواحل جنوبی و بخشی از تیم جیکو ای‌آی‌اس است. او در سن ۱۵ سالگی به صورت رقابتی دوچرخه‌سواری را آغاز کرد. در فینال ملی کیرین ۲۰۱۱، او در رتبه دوم پس از آنا میرز قرار گرفت. او در مسابقات قهرمانی جهانی پیست پارا-دوچرخه‌سواری ۲۰۱۱ با فلیسیتی جانسون به تیم ملی استرالیا پیوست. او گفته است که برقراری دوستی و شراکت واقعی کلید موفقیت این زوج بوده است.
در سال ۲۰۱۲، او به عنوان راهنما برای جانسون در مسابقات قهرمانی جهانی پیست پارا-دوچرخه‌سواری در لس‌آنجلس شرکت کرد و در مسابقه تایم تریل ۱ کیلومتر و اسپریت باندام B اول شد. در پارالمپیک ۲۰۱۲ لندن، آنها مدال طلای مسابقات تایم تریل ۱ کیلومتر B بانوان را کسب کردند، و بعدها در فهرست افتخارات روز استرالیا ۲۰۱۴، نشان شوالیه استرالیا را به خاطر "خدمات به ورزش به عنوان مدال‌آور طلای بازی‌های پارالمپیک لندن ۲۰۱۲" دریافت کردند.
در نوامبر ۲۰۱۲، مورتون در مسابقات پیست اقیانوسیه اول شد و در مسابقه اسپریت دوم شد. در دور سوم مسابقات جهانی پیست دوچرخه‌سواری یوسی‌آی ۲۰۱۲–۱۳ در آگوئاسکالیانتس، مکزیک، او در تیم اسپریت با کارل مک‌کلاچ اول شد و در کیرین ششم شد، در حالی که در مسابقات جهانی پیست دوچرخه‌سواری یوسی‌آی ۲۰۱۳ در مینسک، بلاروس، در تیم اسپریت (با مک‌کلاچ) چهارم و در اسپریت فردی ششم شد.
در مسابقات قهرمانی پیست ملی استرالیا ۲۰۱۳ در سیدنی، او در کیرین، اسپریت فردی و تیم اسپریت (با ریکی بلدیر) اول شد. در فوریه ۲۰۱۴، او در قهرمانی‌های دوچرخه‌سواری پیست استرالیا با شکست آنا میرز در کیرین برای اولین بار، پیروزی شگفت‌آوری به دست آورد. میرز عکسی از کلاهی که پنج سال پیش برای مورتون امضا کرده بود و روی آن نوشته بود: «استف، شاید یک روز من را شکست دهی» را توییت کرد.
در بازی‌های همبستگی ۲۰۱۴ در گلاسگو، مورتون در مسابقات پیست اسپریت و تایم تریل ۵۰۰ متر شرکت کرد، در حالی که جانسون شریک جدیدی به نام هالی تاکوس داشت. مورتون با زمان شخصی بهترین خود ۳۴٫۰۷۹ در تایم تریل ۵۰۰ متر در ورزشگاه سر کریس هوی، نقره گرفت زیرا آنا میرز زمان سریع‌تری ثبت کرد. با این حال، او در اسپریت پیست میرز را شکست داد و با پیروزی در دو دور از سه دور نهایی، مدال طلا را به دست آورد.

## نتایج برجسته
در بخش زیر نتایج کسب شده توسط مورتون بین سال‌های ۲۰۱۱ تا ۲۰۱۸ ذکر شده است او تمام طول این سال‌ها توانسته مقام‌های مختلفی در بخش‌های مختلف ۱۰۰۰ متر و ۵۰۰ متر را کسب کند:
۲۰۱۱
۱ام Tandem B – ۱۰۰۰ متر تایم تریل، قهرمانی‌های جهانی پیست پارالمپیک (پایلوت برای Felicity Johnson)
۱ام Tandem B – ۱۰۰۰ متر تایم تریل، جام منطقه‌ای پارا-دوچرخه‌سواری اقیانوسیه نیوزیلند (پایلوت برای Felicity Johnson)
۲۰۱۲
۱ام Tandem B – ۱۰۰۰ متر تایم تریل، بازی‌های پارالمپیک (پایلوت برای Felicity Johnson)
قهرمانی‌های جهانی پیست پارالمپیک
۱ام Tandem B – ۱۰۰۰ متر تایم تریل (پایلوت برای Felicity Johnson)
۱ام Tandem B – اسپرینت (پایلوت برای Felicity Johnson)
۲۰۱۳
جام ملبورن بر روی چرخ‌ها
۱ام کیرین
۲ام اسپرینت
۲۰۱۴
قهرمانی‌های پیست اقیانوسیه
۱ام  کیرین
۱ام  اسپرینت
۱ام  تیم اسپرینت (با Kaarle McCulloch)
بازی‌های مشترک‌المنافع
۱ام  اسپرینت
۲ام  تایم تریل ۵۰۰ متر
گرند پری دوچرخه‌سواری آدلاید
۱ام اسپرینت
۲ام کیرین
۱ام اسپرینت، سوپر دروم کاپ
۲ام اسپرینت، کلاسیک پیست استرالیای جنوبی
۲۰۱۵
قهرمانی‌های پیست اقیانوسیه
۱ام  کیرین
۱ام  تیم اسپرینت
۲ام  اسپرینت
۳ام اسپرینت، سوپر دروم کاپ
۲۰۱۶
آسترال
۱ام کیرین
۱ام اسپرینت
قهرمانی‌های پیست اقیانوسیه
۲ام  کیرین
۳ام  اسپرینت
۲ام اسپرینت، ITS ملبورن DISC گرند پری
۲ام اسپرینت، ITS ملبورن گرند پری
۲۰۱۶ بازی‌های المپیک تابستانی
=۱۳ام پیست دوچرخه‌سواری کیرین
۱۳ام پیست دوچرخه‌سواری اسپرینت
۴ام پیست دوچرخه‌سواری اسپرینت
۲۰۱۷
قهرمانی‌های پیست اقیانوسیه
۱ام  تیم اسپرینت (با Kaarle McCulloch)
۱ام  اسپرینت
۱ام  کیرین
قهرمانی‌های پیست استرالیا
۱ام  اسپرینت
۱ام  تیم اسپرینت (با Rikki Belder)
۱ام  کیرین
ITS ملبورن – DISC گرند پری
۱ام کیرین
۱ام اسپرینت
ITS ملبورن – هاینس گرند پری
۱ام کیرین
۱ام اسپرینت
آسترال
۱ام کیرین
۲ام اسپرینت
قهرمانی‌های جهانی پیست
۲ام  اسپرینت
۲ام  تیم اسپرینت (با Kaarle McCulloch)
۲ام  اسپرینت، دور ۱، (Pruszków) جام جهانی دوچرخه‌سواری پیست
۲۰۱۸
بازی‌های مشترک‌المنافع
۱ام  تیم اسپرینت (با Kaarle McCulloch)
۱ام  اسپرینت
۱ام  کیرین
۲ام  تایم تریل ۵۰۰ متر